# Laccophilus mutatus
Laccophilus mutatus är en skalbaggsart som beskrevs av Omer-cooper 1970. Laccophilus mutatus ingår i släktet Laccophilus och familjen dykare. Inga underarter finns listade i Catalogue of Life.